# (33146) 1998 DL8
1998 DL8 (asteroide 33146) é um asteroide da cintura principal. Possui uma excentricidade de 0.05769240 e uma inclinação de 4.15901º.
Este asteroide foi descoberto no dia 21 de fevereiro de 1998 por Beijing Schmidt CCD Asteroid Program em Xinglong.